# Paul halott

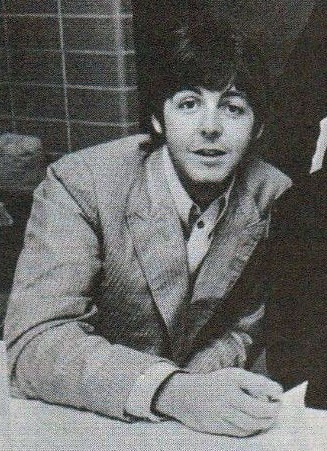
Paul McCartney 1966-ban, nemsokkal feltételezett halála előtt

A Paul halott (angolul: Paul is dead) városi legenda és összeesküvés-elmélet azt állítja, hogy Paul McCartney, a híres angol zenész, a The Beatles együttes tagja 1966. november 9-én meghalt, és titokban egyik hasonmásával helyettesítették. A szóbeszéd 1967 körül kezdett terjedni, majd 1969 szeptemberében vált felkapottá, amikor a téma iránt érdeklődő amerikai rádióadások és főiskolások riportokat készítettek róla.
A szóbeszéd vagy konteó szerint Paul egy autóbalesetben életét vesztette, és annak érdekében, hogy a nyilvánosságot megkíméljék a fájdalomtól, a megmaradt Beatles-tagok Pault egy hasonmással helyettesítették, azután a titkot albumaikon található apró részletekkel közölték. Az elmélet támogatói apró nyomokat találtak az együttes dalainak részletei és albumaik grafikái között, a nyomvadászat ragályosnak bizonyult és 1969 októberére nemzetközi jelenséggé vált. A szóbeszédek csökkentek, miután 1969 novemberében a Life magazinban megjelent a McCartney-val készült interjú.
A jelenség elemzések tárgya volt az 1970-es években a szociológia, pszichológia és a kommunikációtan területein. Paul az 1993-as Paul Is Live című albumával és annak borítóképével kiparodizálta az álhírt. A Time magazin a legendát beválogatta a világ 10 legmaradandóbb összeesküvés-elméletei közé.

## Kezdetek
1967 elején elterjedt egy pletyka, hogy január 7-én Londonban Paul McCartney autóbalesetben életét vesztette, miközben az M1-es autópályán haladt. A The Beatles Book februári száma tudomásul vette és cáfolta a pletykát. Májusban McCartney a Sgt. Pepper's Lonely Hearts Club Band album kiadásán szervezett konferencián utalt a pletykára. 1967-re a Beatles arról lett híres, hogy néha utalásokat rejtettek el a zenéikben. Dalszövegeik rejtett jelentéstartalmának elemzése szintén népszerű trenddé vált az Egyesült Államokban. 1968 novemberében kiadták saját néven dupla nagylemezüket (más néven a Fehér Album), mely a Glass Onion című számot is tartalmazza. John Lennon a dalt arra írta válaszul, hogy a "gobbledygook" kifejezést használta a Sgt. Pepper's Lonely Hearts Club Band albumon. Egy későbbi interjúban kijelentette: szándékosan zavarta össze hallgatóikat olyan sorokkal, mint a „The Walrus was Paul” (A rozmár Paul volt) – utalva az I Am the Walrus című dalára az 1967-es középlemezről, a Magical Mystery Tour-ról.
1969. szeptember 17-én Tim Harper, a Drake Times-Delphic, az iowai Des Moines-i Drake Egyetem diáklapjának szerkesztője közzétett egy cikket "A Beatle Paul McCartney dead?" (A Beatle Paul McCartney halott?) címmel. A cikk egy, az egyetemen elterjedt híresztelésre vonatkozott, mely azt állítja, hogy a legutóbbi Beatles-albumokon az elmélet nyomait meg lehet találni, beleértve a "Turn me on, dead man”-ként (Pörgess fel, halott ember) értelmezett üzenetet, melyet a White Album Revolution 9 című számának visszafelé történő lejátszásakor hallottak. Ugyancsak hivatkoztak a Sgt. Pepper's Lonely Hearts Club Band album hátlapjára, ahol McCartney kivételével a többiek a nézővel szemben vannak fényképezve, és a Magical Mystery Tour borítójára, mely egy azonosítatlan bandatagot ábrázol a másik háromtól eltérő színű öltözetben. Merrell Noden zenei újságíró szerint a Harper által szerkesztett Drake Times-Delphic volt az első, mely cikket publikált a „Paul halott” elméletről. Harper később azt mondta, hogy az egész elmélet az új tanév kezdetén a diákok között vita tárgyává vált. Majd hozzátette: "Sokan Vietnám és az úgynevezett felsőoktatás miatt kikészültünk, hajlandóak és képesek voltunk hinni mindenféle összeesküvésben."
1969 szeptemberének végén a Beatles kiadta az Abbey Road című albumot, miközben a feloszlás folyamatában volt. Október 10-én a Beatles sajtófőnöke, Derek Taylor a pletykára reagálva kijelentette: "A közelmúltban rengeteg megkeresés érkezett hozzánk, amelyek Paul halálának hírével kapcsolatban. Évek óta kapunk ilyen kérdéseket, azonban az elmúlt hetekben éjjel-nappal kaptuk őket az irodában és otthon. Még telefonhívásokat is kapok DJ-ktől és másoktól az Egyesült Államokból." Ebben az időszakban McCartney elszigetelve érezte magát bandatársaitól, mivel ellenezte az általuk választott üzletvezetőt, Allen Kleint, és felháborodott Lennon privát bejelentése miatt, hogy kilép az együttesből. Amikor augusztus végén megszületett lánya, Mary, McCartney visszavonult, hogy a családi életére összpontosítson. Október 22-én, azon a napon, amikor a „Paul meghalt” pletyka nemzetközi hírré vált, McCartney felesége, Linda és két lányuk Skóciába utaztak, hogy a Campbeltown melletti farmján töltsenek időt.

## Népszerűsége
1969. október 12-én a detroiti WKNR-FM rádióállomás egyik hívója elmondta Russ Gibb lemezlovasnak a pletykát és annak nyomait, Gibb és más hívók ezután a következő órában megvitatták a pletykát, amely során Gibb további lehetséges nyomokat említett. Két nappal később a The Michigan Daily közölt egy szatirikus ismertetőt az Abbey Roadról, amelyet a Michigani Egyetem egyik hallgatója, Fred LaBour írt, miután meghallgatta Gibb műsorának a vitáját. Különféle nyomokat azonosított McCartney állítólagos halálára a Beatles albumborítókon, különösen az Abbey Road borítóján. LaBour később azt mondta, hogy ő találta ki a nyomok nagy részét, és megdöbbent, amikor az Egyesült Államokban az újságok elhitték a történetet. Noden azt írja, hogy "Hamarosan minden egyetemi campusnak, minden rádióállomásnak volt állandó szakértője a témában." A WKNR tovább táplálta a pletykát a The Beatle Plot című kétórás műsorával, amely először október 19-én került adásba. Ezt a műsort "hírhedtnek", "csalásnak" és "álhírnek" nevezték. Ez Gibbnek és a WKNR-nek hatalmas nyilvánosságot adott.
A sztorit hamarosan felvették a New York-i körzet több közismert rádióállomásai, a WMCA-en és a WABC-n is. Október 21-én a hajnali órákban a WABC lemezlovasa, Roby Yonge több mint egy órán keresztül közvetítette a pletykát, mielőtt megszakították a műsort a többi program megzavarása miatt. Abban az éjszakai időben a WABC jele széles hallgatási területet lefedett, és az Egyesült Államok 38 államában, illetve időnként más országokban is hallható volt. Bár a The Beatles sajtóirodája cáfolta a pletykát, McCartney atipikus kivonulása a közéletből hozzájárult annak erősödéséhez. Vin Scelsa, egy diák műsorszolgáltató 1969-ben később azt mondta, hogy az eszkaláció Bob Dylan, a The Beatles és a The Rolling Stones ellenkultúrális hatását jelzi, mivel: „Minden dal tőlük – 1966 végétől kezdődően – személyes üzenetté vált, méltó. a végtelen ellenőrzés... iránymutatások voltak ahhoz, hogyan éld az életed."
A WMCA október 23-án kiküldte Alex Bennettet az Apple Corps londoni főhadiszállására, hogy tovább erősítse a „Paul halott” elmélettel kapcsolatos tudósításokat. Ott Ringo Starr azt mondta Bennettnek: "Ha az emberek el fogják hinni, el fogják hinni. Csak azt tudom mondani, hogy ez nem igaz." A WKNR-től John Small-nak adott rádióinterjúban Lennon azt mondta, hogy a pletyka „őrült”, de jó reklám az Abbey Road album számára. 1969 Halloween éjszakáján a WKBW a New York államban található Buffalóban egy Paul McCartney Is Alive and Well – Maybe című műsort sugárzott, amely a Beatles dalszövegeit és egyéb nyomokat elemezte. A WKBW lemezlovasai arra a következtetésre jutottak, hogy a „Paul halott” álhírt Lennon találta ki.
1969. október vége előtt több lemezkiadás is felhasználta McCartney állítólagos halálának jelenségét. Ezek közé tartozott a Mystery Tour Ballad of Paul ; a Brother Paul (Billy Shears and the All Americans által); Werbley Finster (az álnév mögött José Feliciano volt) So Long Paul valamint a Zacharias and His Tree People We're all Paul Bearers (Parts One and Two) című dalai. Egy másik dal Terry Knight Saint Paul című száma volt, amely kisebb sikert aratott ugyanabban az évben júniusban, és ezt követően a rádióállomások rendszersen játszották, hogy tisztelegjenek "a néhai Paul McCartney" előtt. Az új-zélandi énekes, Shane Saint Paul feldolgozása az ország kislemezlistájának élére került. A Billboard magazin november eleji száma szerint a Shelby Singleton Productions dokumentumfilm kiadását tervezte a jelenséget tárgyaló rádiós szegmensek alapján. Kanadában a Polydor Records felhasználta a pletykát a Very Together című kiadványához, amelyben a The Beatles hírnév előtti felvételeit újra kadták Tony Sheridan zenész közreműködésével, amelynek borítóján négy gyertya látható, ebből az egyiket éppen eloltották.

## Felvetések

A "gyászmenet" az Abbey Road album borítóján

A városi legenda támogatói fenntartják azt az elképzelést, hogy 1966. november 9-én McCartney-nak egy vitája volt a bandatagokkal a Bors őrmester album felvételei alatt és dühében elhajtott az autójával, figyelmen kívül hagyva a női forgalomirányítót (Lovely Rita) ezért nem vette észre, hogy a jelzőlámpák pirosra váltottak (A Day In The Life), összeütközött és le lett fejezve (Don't Pass Me By). A temetést megtartották, a George (Blue Jay Way) és Ringo (Don't Pass Me By) által mondott dicsérő beszédekkel, ezt követte a gyászmenet Lennonnal kiegészítve (Abbey Road előlapja), aki papként ténykedett a temetésen és elhantolta (ahogyan azt a Starwberry Fields Forever című dalban is állítja: "I Buried Paul"). A nyilvánosságot távol tartva a fájdalomtól vagy csak vicc kedvéért a túlélő Beatles tagok egy McCartney hasonmásverseny győztesével helyettesítették a halott Pault. Ezt az eshetőséget megerősíti az a tény, hogy a Beatles nem olyan régen vonult vissza koncertezésektől és úgy döntöttek, hogy új arculattal mutatkoznak be a következő, Sgt. Pepper's Lonely Hearts Club Band nevet viselő albumukkal (amit egy hónappal később kezdtek el rögzíteni).
LaBour állításai szerint a beálló tag egy "árva volt Edinburgből, akit William Campbell-nek hívtak", akit ezután a Beatles kiképzett McCartney megszemélyesítésére. Mások szerint a férfi neve William Shears Campbell volt, rövidítve Billy Shears, és a cserét az MI5 kezdeményezte, mert aggodalmát fejezte ki amiatt, hogy McCartney halála súlyos szenvedést fog okozni a Beatles közönségének. Ez utóbbi elbeszélésben a túlélő Beatles tagokról az állították, hogy bűntudat gyötörte őket a kettősségük miatt, ezért üzeneteket hagytak a zenéikben és albumborítóikon, hogy közöljék az igazságot rajongóikkal.

### Dalokban elrejtett utalások
A legenda rajongói és követői több tucat állítólagos nyomot azonosítottak McCartney halálával kapcsolatban. Ide tartoznak a dalok visszafelé lejátszásakor hallható üzenetek, valamint a dalszöveg és albumborítók szimbolikus jelentései. Két gyakran idézett példát hoznak fel a rajongók. Az egyik az az "I Buried Paul" (Elhantoltam Pault) mondat, ami Lennon szájából hangzik el a Strawberry Fields Forever című dal végén, és amit 1966 novemberében, decemberében rögzítettek. Lennon később azt állította, hogy a "Cranberry sauce" (áfonyaszósz) kifejezést használta. A másik példa a Revolution 9 című dal esetében fordul elő, ha az elején hallható "number nine, number nine" (9-es szám, 9-es szám) mondatot visszafelé hallgatjuk, akkor a "turn me on, dead man, turn me on, dead man" kifejezést halljuk.

### Az Abbey Road album utalásai
Egy másik példa az Abbey Road album értelmezése, mintha egy gyászmenetet ábrázolna: Lennon van elől fehér ruhában, ő jelképezi az istenséget (más értelmezés szerint a papot), Starr feketében van, ő jelképezi a temetkezési vállalkozót, George farmer ruhát visel, ő jelképezi a sírásót. McCartney mezítláb van és a többiekkel ellentétes lábával lép, ezért ő jelképezi a mentben a halottat. (Más értelmezés szerint a három élő tag a keleti, nyugati és kanadai kultúrában használatos gyászszíneket viseli) A képen látható fehér Volkswagen Bogár – amelyen az LMW 281F (tévesen „28IF”) karakterek szerepelnek  –további "bizonyítékként" azonosították. A "28IF" az Paul életkorára utal, "ha" még életben lenne (habár Paul 27 éves volt az album megjelenésekor). Az "LMW" pedig a "Linda McCartney weeps" (Linda McCartney sír) vagy "Linda McCartney, widow" (Linda McCartney özvegy) szavakat takarja. (habár Paul és Linda nem ismerte még egymást 1966-ban Paul feltételezett halálakor). Emellett a balkezes Paul a jobb kezében tart egy cigarettát erre is utalva, hogy ő egy imposztor.
A dal hátsó borítóján további utalást találtak a rajongók. A zenekar nevénél az S betű megrepedt, ami utal az akkori nézeteltérésekre. Ha a bal oldalra lévő nyolc pontot összekötik a rajongók, akkor a 3-as számot kapják (a zenekar "jelenleg" életben lévő tagjai). Az árnyék egy koponyát szimbolizálna, ami a halálra utal. A kék ruhás hölgyet pedig Ritának hívják, akivel Paul a halála előtt találkozott.

### A Sgt. Pepper's Lonely Hearts Club Band album utalásai
Az együttes 1967-es albumán is lehet utalásokat találni a teóriával kapcsolatban. A borítón zenekar halott hírességek körül áll egy feltételezett sír felett. A Beatles felirat előtt Paul basszusgitárjának alakja egy P betűt formáz. A kép jobb oldalán a játékbaba egy Aston Martini típusú játékautót tart a kezébe. Ilyen típusú autóban vesztette életét McCartney. Paul feje felett egy nyitott tenyér látható, ami az indiai kultúrkörben a halált jelképezi. És ő az egyedüli, aki fekete hangszert tart a kezében. A borítón Síva istennő is megjelenik, aki a pusztulás istene.
A hátsó borítón egyedül Paul áll háttal, ami egyértelmű jel, hogy halott. (a valóságban ekkor éppen az Amerikai Egyesült Államokban tartózkodott és Matt Evans látható a fotón) A ruhája ujján látható OPD az amerikai helyszínelők által használt Official Pronounced Dead (Hivatalosan is halott) rövidítést jelenti. George a hátsó borítón a She's Leaving Home dalszövegének egy részletére mutat: “Wednesday morning at five o’clock as the day begins” (Szerda reggel öt órakor amikor a nap kezdődik). A teória hívői szerint ez Paul halálának idejére utal.

## Cáfolat
1969. október 21-én a Beatles sajtóirodája ismét kiadott egy nyilatkozatot, amelyben cáfolta a pletykát, „egy rakomány régi szemétnek” tartotta, és azt mondta, hogy „a történet körülbelül két éve kering – mindenféle őrülttől kapunk leveleket, de Pault még mindig nagyon velünk van." Október 24-én a BBC rádió riportere, Chris Drake interjút kapott McCartney-vel a farmján. McCartney azt mondta, hogy a találgatás érthető, tekintve, hogy általában "hetente egy interjút" készített, hogy biztos maradjon a hírekben. Az interjú egy részét először a Radio 4 sugározta október 26-án, majd ezt követően az amerikai WMCA-n.
McCartney-t a CBS News stábja titokban lefilmezte, miközben a farmján dolgozott. Csakúgy, mint az ő és Linda szegmensében a Beatles Something című promóciós klipjében, amelyet a pár magánéletben
forgatott ez idő tájt, McCartney borostás volt, és szokatlanul nyűgös megjelenésű volt. Következő látogatói a Life magazin riportere és fotósa voltak. A behatolás miatt felháborodott, káromkodott a páron, rájuk dobta egy vödör vízzel, és filmre rögzítették, ahogy megpróbálta eltalálni a fotóst. McCartney attól tartva, hogy a fotók károsítanák a képét, felkereste a párost, és beleegyezett, hogy a családjával pózoljon egy fotón, és válaszoljon a riporter kérdéseire, cserébe a sértő képeket tartalmazó filmtekercsért. Winn leírásában a Life borítójához használt családi portrén McCartney már nem „kopottan öltözött”, hanem „tisztán borotvált és lezser, de elegánsan öltözött”.
A cikk és a fotó megjelenését követően a november 7-i számban a pletyka hanyatlásnak indult. Az interjúban McCartney-t idézték:
"Talán azért indult a pletyka, mert mostanában nem sokat szerepeltem a sajtóban. Eleget nyomtam egy életen át, és manapság nincs mit mondanom. Örülök, hogy a családommal lehetek, és akkor fogok dolgozni, amikor dolgozom. Tíz évig voltam bekapcsolva, és soha nem kapcsoltam ki. Most kikapcsolom, amikor csak tehetem. Inkább egy kicsit kevésbé híres lennék manapság."

## Utóhatása
1969 novemberében a Capitol Records értékesítési menedzserei jelentős növekedésről számoltak be a Beatles katalógusalbumok eladásában, ami a pletykáknak tulajdonítható. Rocco Catena, a Capitol nemzeti értékesítésért felelős alelnöke úgy becsülte, hogy "ez lesz a történelem legnagyobb hónapja a Beatles eladások tekintetében". A pletyka jót tett az Abbey Road amerikai megjelenésének, ahol egyszerűen túlteljesítette a banda összes korábbi albumát. őrmester A Sgt. Pepper's Lonely Hearts Club Band és a Magical Mystery Tour, amelyek február óta lekerültek a slágerlistákról, újra felkerültek a Billboard Top albumlistára, és a 101., illetve a 109. helyre kerültek.
A Paul is dead című televíziós különfilmet a WOR csatorna sugározta New Yorkban, november 30-án. A Paul McCartney: The Complete Story, Told for the First and Last Time címet viselő produkció egy tárgyalóteremben játszódik, és F. Lee Bailey híres ügyvéd volt a házigazdája, aki keresztkérdések tett fel LaBour, Gibb és az elmélet más képviselői számára, ahol ellentétes véleményeket hallott olyan „tanúktól”, mint McCartney barátja, Peter Asher és Allen Klein. Bailey a nézőre bízta a következtetések levonását. A felvétel előtt Labour azt mondta Bailey-nek, hogy a cikkét viccnek szánták, mire Bailey felsóhajtott, és azt válaszolta: "Nos, van egy óránk a tévések számára; neked ezzel együtt kell menned."
McCartney decemberben tért vissza Londonba. Linda támogatásának köszönhetően elkezdte felvenni debütáló szólóalbumát otthonában, a St John's Woodban. A McCartney címet viselő, és társai tudta nélkül felvett albumot, Nicholas Schaffner szerző szerint ez volt a rocktörténelem egyik legjobban őrzött titka röviddel annak 1970 áprilisi megjelenéséig, és ez vezetett a Beatles feloszlatásának bejelentéséhez. John Lennon 1971-es How Do You Sleep? című dalában, amelyben McCartney személyét támadta „furcsáknak” minősítette az elmélet hívőit, akiknek „igazuk volt, amikor azt mondták, hogy meghaltál”. A pletykát a kanadai Klaatu együttes körüli álhír is előidézte, miután a 3:47 EST debütáló albumuk 1977 januári megjelenése olyan pletykákat váltott ki, hogy a banda valójában a The Beatles volt csak egy álnév mögött. Az egyik történetben ez az elmélet azt állította, hogy az albumot még 1966 végén rögzítették, de 1975-ig nem adták ki, amikor Lennon, Harrison és Starr úgy döntött, hogy McCartney emlékére megjelentetik.
Labour később az általa 1977-ben alapított Riders in the Sky western swing csoport basszusgitárosaként vált ismertté. 2008-ban azzal viccelődött, hogy zenészként elért sikere meghosszabbította tizenöt percnyi hírnevét a szóbeszédben való tizenhét percsnyi részvétele miatt. 2015-ben azt mondta a The Detroit Newsnak, hogy még mindig rendszeresen felveszik vele a kapcsolatot az összeesküvés-elméletek hívei, akik megpróbálták bemutatni neki a McCartney-pletykák feltételezett új fejleményeit.

## Elemzése és öröksége
Peter Doggett szerző azt írja, hogy bár szerinte a „Paul halott” mögött meghúzódó elmélet dacolt a logikával, népszerűsége érthető volt egy olyan környezetben, ahol a polgárok összeesküvés-elméletekkel szembesültek, és azt állítják, hogy John F. Kennedy elnök 1963-as meggyilkolása valójában egy államcsíny előkészítése volt. Schaffner azt mondta, hogy a „Paul halott” a „Beatles-kultusz egy kiválasztott csoportja által generált pletyka és cselszövés” eredetét tekintve „a tömegkommunikációs korszak valódi népmeseként” szolgál. Azt is leírta, hogy „a legmonumentálisabb álhír azóta, hogy Orson Welles Világok harca rádiójátéka több ezer pánikba esett New Jersey-i lakost meggyőzött arról, hogy marslakók vannak a közelben”. Ian MacDonald A fejek forradalma című könyvében azt állítja, hogy részben a The Beatles volt a felelős a jelenségért, mivel „véletlenszerű szövegeket és hanghatásokat” alkalmaztak, különösen a Fehér Album „Glass Onion” című számában, amelyben Lennon szójátékra invitálta a hallgatókat,beleértve a hivatkozásokat más Beatles-dalokra. MacDonald a "pszichés járványokkal" csoportosítja, amelyeket a rockközönség hallucinogén kábítószer-használata ösztönzött, és amelyek Charles Manson Fehér Album által inspirált gyilkosságai és Mark David Chapman Lennon vallási indíttatású 1980-as meggyilkolásával fokozódtak.
Az 1970-es években a jelenség Amerikában a szociológia, a pszichológia és a kommunikáció tudományának tárgyává vált. A szociológiai tanulmányok közül Suczek Barbara úgy gondolta, mint ahogy Schaffner leírta, vagyis hogy az „archetipikus mítosz, melyben a szép fiatal meghal, és istenként feltámad” kortárs olvasata. Ralph Rosnow és Gary Fine pszichológusok népszerűségét részben a résztvevők számára következmények nélküli nyomok keresésének közös, helyettes tapasztalatának tulajdonították. Azt is elmondták, hogy a Warren-bizottság jelentését követően a médiával szemben bizalmatlan nemzedék képes volt boldogulni egy olyan légkörben, amelyet „Lyndon Johnson elnökségének hitelességi hiányosságai, valamint a Martin Luther King Jr. és Robert F. Kennedy gyilkossága,valamint a yippie-k és Spiro Agnew által irányított médiaszervek ellen indított támadások után széles körben elterjedt pletykák jellemezték a társadalom légkörét". Camille Paglia amerikai társadalomkritikus a „Paul halott” jelenséget az ókori görög mitológiához hasonlította, amelyet Adónisz és Antinoosz jelképez, és amelyet a rockzene „szép, hosszú hajú fiúi, akik mindkét nemet megbabonázzák” kultuszában képviselnek, majd hozzáteszi: „Nem véletlen, hogy Paul McCartney, a Beatles „legaranyosabb” és legcsajosabb tagja volt az, aki 1969-ben ihlette adott annak a hamis pletykát, amely elsöpörte a világot, miszerint meghalt.”
A „Paul halott” elmélet a 21. században is tovább inspirálta az elemzőket, többek között Andru J. Reeve, Nick Kollerstrom és Brian Moriarty publikált tanulmányaival, valamint kizsákmányoló munkáival az áldokumentumfilm és dokumentumfilm médiumban. Steve Turner, a The Beatles életrajzírója 2016-ban azt mondta: "az elméletnek még mindig megvan az ereje, hogy újra fellángoljon az életben." Idézett egy 2009-es Wired Italia magazin által ír cikket is, amely két igazságügyi szakértői elemzést tartalmazta. Ők McCartney állítólagos halála előtt és után készített fényképeket hasonlították össze a koponya jellemzőinek méréseivel. A tudósok megállapításai szerint az 1966. november utáni képeken látható férfi nem volt ugyanaz.
Hasonló pletykák keringtek más hírességekkel kapcsolatban is, beleértve azt a megalapozatlan állítást, hogy Avril Lavigne kanadai énekesnő 2003-ban meghalt, és a helyére egy Melissa Vandella nevű személy lépett. Az utóbbi jelenségről szóló cikkében a The Guardian az 1969-es McCartney-féle álhírt "talán a legismertebb példának" nevezte annak tekintetében, hogy egy híresség "egy (teljesen ellenőrizetlen) klónozási összeesküvés-elmélet középpontjában áll". 2009-ben a Time magazin a „Paul halott” című elméletet a „világ legmaradandóbb tíz összeesküvés-elmélete” közé sorolta.

## Megjelenése a popkultúrában
A popkultúrában számos utalás történt a legendára, köztük a következő példák:
- A DC Comics Batman képregény 1970. júniusi számának a címe "Dead ... Till Proven Alive" volt. A történetben azt pletykálták, hogy Saul az Oliver Twist együttesből meghalt, és helyére egy hasonmás került. A képregény borítóján Robin egy albumot tart a kezében, amely a Sgt. Pepper's Lonely Hearts Club Band hátoldalát utánozza.[51][52]
- A The Rutles nevű formáció 1978-as TV filmjében, az All You Need is Cash-ben (ami a Beatles együttes történetét parodizálja ki) az állítólagos halott bandatag a George Harrison személyazonosságait magán hordozó karakter, Stig O'Hara az, akiről azt feltételezték, hogy "egy vízágyboltban villámló tűzben" halt meg, és helyét egy Madame Tussauds viaszmodell vette át. Harrison "A csendes Beatle" hírnevére építve  a "Stig halott" elméletet alátámasztotta a párbeszéd hiánya a filmben[53] és olyan nyomok, mint a nadrág nélküli megjelenés a Shabby Road albumának borítóján.
- A Saturday Night Live 1993. február 13-i epizódjában Paul McCartney-vel interjút készítettek a The Chris Farley Show nevezetű visszaztérő szkeccsben, ahol Chris Farley idegesen kérdezett a vendégeitől, általában arról, hogy emlékeznek-e pályafutásuk egyes részeire. A "Paul halott" pletykák kapcsán Farley felvázolta a városi legendát, majd megkérdezte: "Ez egy álhír volt, igaz?" Paul így válaszolt: "Igen. Nem igazán haltam meg."
- McCartney 1993-as élő albumának a Paul Is Live címet adta, erre a városi legendára hivatkozva . Egy olyan borítója volt a lemeznek, amely az Abbey Road borítóját és annak nyomait parodizálta.[54]
- A Tom Hanks főszereplésével készült 1993-as filmben, A szerelem hullámhosszánban is említésre kerül a teória.
- Az 1995-ös Free as a Bird című dal (amit John Lennon szerzett az 1970-es évek végén és az Anthology projekt keretén belül fejezett be McCartney, Harrison és Starr) videoklipjében utalás történik a teóriára több más a Beatles-szel kapcsolatos mítosszal együtt, ami az 1960-as években keletkezett. Gary Burns szerző szerint a videó ugyanazt a "szemiológiai túlzást" engedi meg, mint az 1969-es álhír.
- A Simpson család 1995-ös hetedik évadának ötödik részében (Lisa a vegetáriánus) Paul McCartney vendégszereplő és megemlíti, hogy ha a Maybe I'm Amazed című dalát visszafelé játsszák, az tartalmazza a lencseleves receptjét. A dal a stáblista alatt szól, és ha visszafelé játsszák, akkor nem csak a fent említett receptet tartalmazza, hanem magát Pault is, aki azt mondja: "Oh, és mellesleg élek".
- 2010-ben Alan Goldsher amerikai író kiadta a Paul Is Undead: The British Zombie Invasion című montázs regényt, amelyben Ringo Starr kivételével az összes Beatles tagot zombiként ábrázolja.[55]
- 2015-ben az indie rock banda, az EL VY kiadott egy dalt Paul Is Alive címmel, amely a Beatlemániára utaló dalszövegeket tartalmazza, és részben az 1969-es pletykát is feldolgozza.[56]
- Egy 2018-as vígjáték, a Paul Is Dead olyan eseményt vázol fel, ahol McCartney zenei karrierje visszavonulását követően meghal, és helyette egy hasonmás, Billy Shears kerül az együttes közé.[57]
- 2020-ban jelent meg Paolo Baron és Ernesto Carbonetti által közösen készített képregénye, a Paul is Dead az Image Comics gondozásában.
- Szintén 2020-ban jelent meg a Scooter együttes Paul Is Dead című kislemeze.
- 2024. március 22-én jelent meg a Carson Coma együttes Paul McCartney halott? című dala. YouTube klip (premier).

## Fordítás
Ez a szócikk részben vagy egészben  a   Paul is dead című angol Wikipédia-szócikk fordításán alapul.  Az eredeti cikk szerkesztőit annak laptörténete sorolja fel. Ez a jelzés csupán a megfogalmazás eredetét és a szerzői jogokat jelzi, nem szolgál a cikkben szereplő információk forrásmegjelöléseként.